# Christer och Morgan rapporterar
Christer och Morgan rapporterar en timme innan sex är ett radioprogram i Sveriges Radio P3 som sänder från Göteborg och som började sändas den 3 mars 2014. Huvudprogramledare är Christer Lundberg och Morgan Larsson men även Hanna Andersson, Rasmus Persson och Anna Flygel kan titulera sig programledare även om dessa har parallella uppgifter i redaktionen. Återkommande programpunkter är bland annat "Då tänker jag på dig", "Rapport från Rymden" med Maria Sundin, "Nyhetsstudsen", "Nyhet eller Bullshit", "Morgans Bildgåta" och "Privatnytt".
Den 7 oktober 2015 kom nyheten att Christer och Morgan rapporterar läggs ner. Christer, Morgan, Hanna och Anna startar däremot ett nytt program i P4 som heter Kvällspasset. Rasmus och Aleksander ska också starta ett nytt program, "Rasmus lär sig Sverige" ska det heta och gå på samma tid som Christer och Morgan rapporterar.

## Programpunkterna
- "Då tänker jag på dig" - Inslaget där någon ur redaktionen hittar en nyhet som relaterar till någon annan i redaktionen.
- "Nyhet eller Bullshit" - En variant av leken "Sanning eller Bullshit" från Christer i P3.
- "Morgans Bildgåta" - Morgan har en bild framför sig, och lyssnarna får ringa in och gissa vad den föreställer.
- "Rapport från Rymden" - När astronomen Maria Sundin vid Göteborgs Universitet berättar veckans nyheter från rymden.
- "Nyhetsstudsen" - Alla programledarna tar upp en väldigt udda nyhet som de "studsat" till över.
- "Privatnytt" - Ett nyhetsinslag som tar upp de minsta nyheter från vanliga människor, "sånt som aldrig hade blivit en nyhet om det inte gällde en kändis eller kunglighet".
- "Samtidsslurken" - Redaktionen tar upp nyheter som pekar på tiden vi lever i och skillnader mot förr.

## Podcast

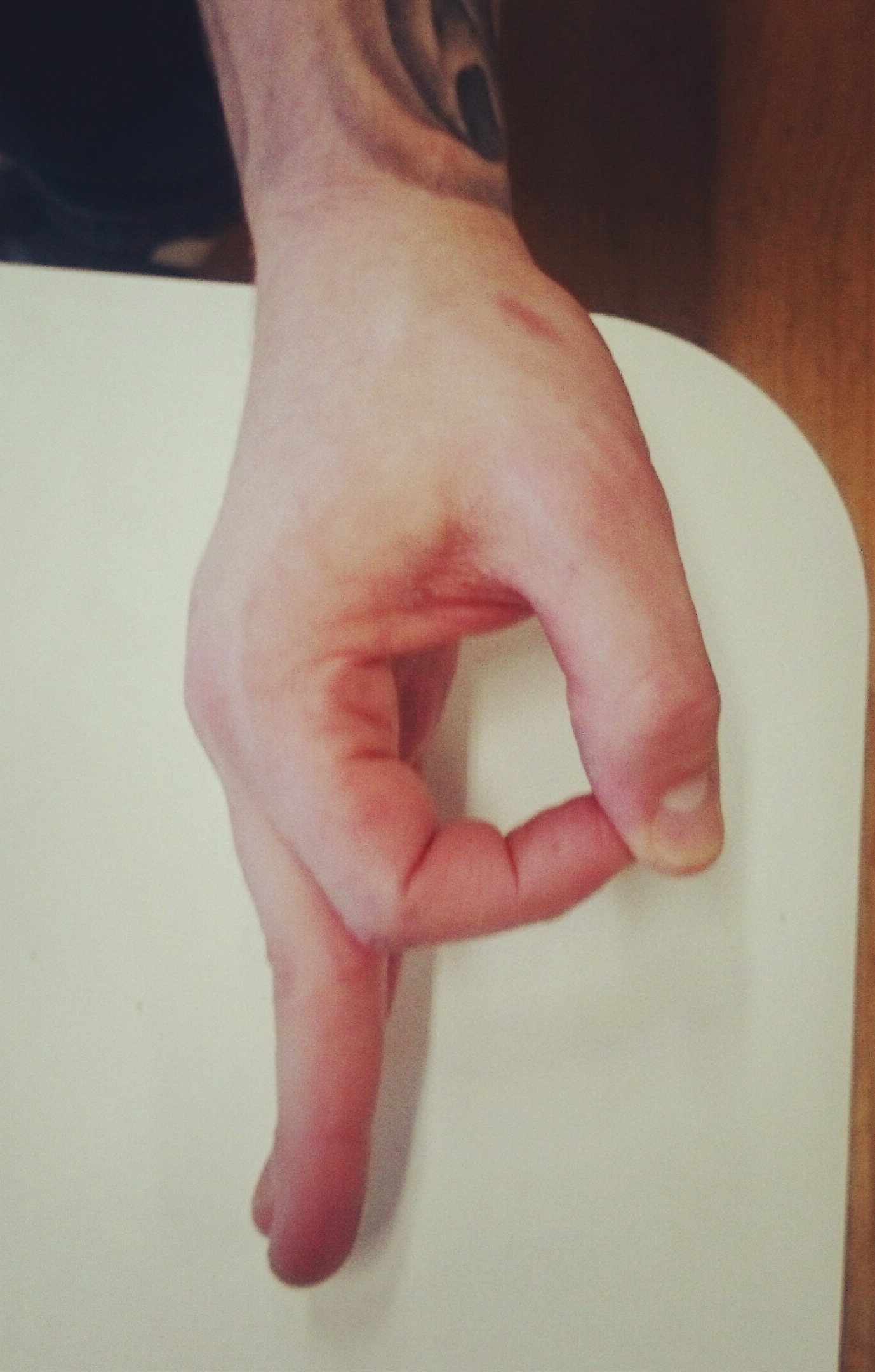
Poddfolkstecknet

När programmet började i mars 2014 sändes enbart några minuter extramaterial direkt efter programmet. Men med tiden blev "podden" oerhört populär bland lyssnarna och efter sommaruppehållet 2014 spelas alltid en "förpodd" in innan programmet och en "efterpodd" efter programmet. Eftersom "podden" blev så populär och programledarna tyckte att de som lyssnade på den förtjänade en benämning så skapades "Poddfolket". I poddcasten brukar även övriga redaktionen vara med. I "podden" har även karaktärer som Tjack-Christer, Auna, Borgan Gardell och Ismael blivit kända.

### Poddfolket
Poddfolket är de som lyssnar på podcasten av programmet och får höra det mest privata ur programledarnas liv. Återkommande poddfolkare är bland andra Kebabbruden, Gandalf Cool, Larri, Edall, Sir Reino, Plattfoten,, Poddfolksmamman, Mariana och Elin i Habo.
I november 2014 startade redaktionen tillsammans med "Poddfolket" en insamling till Musikhjälpen som slutade på 15 plats i topplistan på hela 36 675 kr.